# Beginning (CHA-CHAの曲)
「Beginning」（ビギニング）は、1988年9月7日に発売されたCHA-CHAのデビュー・シングル。

## 解説
- 当時CHA-CHAが出演していた、萩本欽一が司会のバラエティ番組『欽きらリン530!!』（日本テレビ制作・1988年4月-9月放送）のエンディング・テーマ曲に採用された。
- C/Wの「ファンタジーキッス」は「欽きらリン530!!」オープニングテーマの旋律に歌詞を乗せた曲。

## 収録曲
- 両楽曲共に、作曲・編曲：入江純

1. Beginning
作詞：島武実
2. ファンタジーキッス
作詞：兼松正人